# Might and Magic
 
Might and Magic er en række computerrollespil fra New World Computing, som i 1996 blev et datterselskab af 3DO . Den originale Might and Magic-serie sluttede med lukningen af 3DO. Rettighederne til navnet Might and Magic blev sidenhen købt for 1,3 millioner dollars af Ubisoft,  der startede franchisen forfra med en ny serie uden nogen umiddelbar forbindelse til den tidligere kontinuitet, startende med spillene Heroes of Might of Magic V og Dark Messiah of Might and Magic.
Hovedparten af spillene var i én af to serier, enten Might and Magic - som var rollespil - eller Heroes of Might and Magic - som var turbaserede strategispil. Der udkom dog også spin-offs som f.eks. Crusaders of Might and Magic, Warriors of Might and Magic og Legends of Might and Magic.

## Hovedserie
- Might and Magic Book One: The Secret of the Inner Sanctum (1986; Apple II, Mac, MS-DOS, Commodore 64, NES, MSX, PC-Engine )
- Might and Magic II: Gates to Another World (1988; Apple II, Amiga, MS-DOS, Commodore 64, Mac, Sega Genesis, SNES (kun Europa), Super Famicom (kun Japan, forskellig fra den europæiske SNES-version), MSX, PC-motor)
- Might and Magic III: Isles of Terra (1991; MS-DOS, Mac, Amiga, SNES, Sega Genesis (beta), Sega CD, PC-Engine)
- Might and Magic IV: Clouds of Xeen (1992; MS-DOS, Mac)
- Might and Magic V: Darkside of Xeen (1993; MS-DOS, Mac)
  - Might and Magic: World of Xeen (1994; MS-DOS, Mac)
- Might and Magic VI: The Mandate of Heaven (1998; Windows )
- Might and Magic VII: For Blood and Honor (1999; Windows)
- Might and Magic VIII: Day of the Destroyer (2000; Windows)
- Might and Magic IX: Writ of Fate (2002; Windows;)
- Might & Magic X: Legacy (2014; Windows, OS X)

## Heroes of Might and Magic
- Heroes of Might and Magic: A Strategic Quest (1995)
- Heroes of Might and Magic II (1996)
  - The Price of Loyalty (1997)
- Heroes of Might and Magic III (1999)
  - Armageddon's Blade (1999)
  - The Shadow of Death (2000)
- Heroes of Might and Magic IV (2002)
  - The Gathering Storm (2002)
  - Winds of War (2003)
- Heroes of Might and Magic V (2006)
  - Hammers of Fate (2006)
  - Tribes of the East (2007)
- Might & Magic Heroes VI (2011) [2]
  - Pirates of the Savage Sea Adventure (2012)
  - Danse Macabre (2012)
  - Shades of Darkness (2013)
- Might & Magic Heroes VII (2015) [3]
  - Lost Tales of Axeoth 1 - DLC (2016)
  - Lost Tales of Axeoth 2 - DLC (2016)
  - Trial by Fire (2016)